# Félix Pérez (beisbolista)
Félix Pérez Cardoso (nacido en  la Isla de la Juventud, Cuba, el 14 de noviembre de 1984) es un jardinero derecho  de béisbol profesional que juega actualmente para los Piratas de Campeche  en la Liga Mexicana de beisbol (LMB).

## Carrera como beisbolista
Félix antes de jugar con DSL Reds, jugó en la Serie Nacional de Cuba.

### 2005
Hizo su primera aparición con la organización Toronjeros de Isla de la Juventud de la Serie Nacional de Cuba, donde jugó 70 partidos y tuvo un promedio de .239 produciendo en 134 turnos al bate, 32 Hit, 18 carreras anotadas, 19 carreras impulsadas, 7 doble, 4 triples, 0 jonrón, 1 base robada, 5 bases por bolas y fue ponchado en 38 turnos.

### 2006
Jugó 84 partidos y tuvo un promedio de bateo 0.287 produciendo en 223 turnos al bate, 64 Hit, 28 carreras anotadas, 24 carreras impulsadas, 6 doble, 3 triples, 1 jonrón, 1 base robada, 17 bases por bolas y fue ponchado en 52 turnos.

### 2007
Jugó 90 partidos con un promedio de bateo 0.257 produciendo en 331 turnos al bate, 85 Hit, 33 carreras anotadas, 45 carreras impulsadas, 20 doble, 2 triples, 6 jonrones, 5 base robada, 27 bases por bolas y fue ponchado en 57 turnos.

### 2010
Félix firmó contrató para liga menor para la organización de Rojos de Cincinnati, por el cazatalento Richard Jiménez.
Pérez, debuta el 25 de mayo de 2010 con los DSL Reds en la Liga de Verano Dominicana de la Clase FRk terminando la temporada el 19 de junio de 2010, participando en 16 partidos con un Promedio de bateo sobre 0.429 produciendo en 63 turnos al bate, 27 Hit, 11 carreras anotadas, 14 carreras impulsadas, 5 dobles, 1 triple, 1 jonrón, 2 bases robadas, 7 bases por bolas y fue ponchado en 8 ocasiones.
El 26 de junio de 2010 es subido a Clase A+ con los Hillcats Lynchburg de la Liga de Carolina hasta el 12 de septiembre de 2010, con promedio de bateo 0.338 en 16 partidos, produciendo en 65 turnos al bate 22 Hit, 22 carreras anotadas, 9 carreras impulsadas, 4 dobles, 2 triples, 0 jonrones, 1 base por bola, 4 bases robadas y ponchado en 10 turnos.
A Pérez, lo suben a Clase AA para jugar con los Carolina Mudcats de la liga del sur hace su aparición con el equipo el 14 de julio de 2010 hasta el 6 de septiembre de 2010 con promedio de bateo 0.266 en 35 partidos, produciendo en 139 turnos al bate 37 hit, 11 carreras anotadas, 11 carreras impulsadas, 5 dobles, 1 triple, 2 jonrones, 8 bases robadas, 5 bases por bolas y fue ponchado en 31 turnos al bate.
Pérez, a sus 25 años, participó en la Liga Invernal de Puerto Rico (LBPPR), llamada ahora Liga de Béisbol Profesional Roberto Clemente (LBPRC), con la organización Leones de Ponce, hace su primera aparición el 22 de octubre de 2010 hasta el 30 de diciembre de 2010, participa con el equipo 38 juegos teniendo promedio de bateo 0.344 en 128 turnos al bate, con 44 hit, 18 carreras anotadas, 11 carreras impulsadas, 8 dobles, 4 triples, 1 jonrón, 2 bases robadas, 3 bases por bolas y ponchado en 17 ocasiones.

### 2011
En este año participa con los Carolina Mudcats, desde el 7 de abril hasta el 24 de julio, en 92 partidos tiene un promedio de bateo 0.257 en 327 turnos al bate, con 84 hit, 41 carreras anotadas, 32 carreras impulsadas, 16 dobles, 3 triples, 4 jonrones, 7 bases robadas, 14 bases por bolas y ponchado en 50 ocasiones.
Es subido a Clase-AAA para ingresar en el Roster de equipo Louisville Bats de la Liga Internacional (Oeste), desde el 29 de julio hasta el 11 de agosto, participa en 9 juegos con promedio de bateo 0.206, produciendo en 34 turnos al bate, 7 hit, 3 carreras anotadas, 1 carrera impulsada, 1 doble, un cuadrangular, 1 base robada, 2 bases por bolas y ponchado en 4 turnos.
El 22 de diciembre hasta el 3 de enero de 2012 participa de nuevo con Los Leones de Ponce de la (LBPRC), en 8 juegos con un promedio de bateo 0.237, produciendo en 38 turnos 9 hit, 2 carreras anotadas, 3 carreras impulsadas, 1 doble, 1 jonrón, 1 base por bola y fue ponchado en 9 turnos.

### 2012
Desde el 8 de abril hasta el 2 de septiembre de 2012 participa de nuevo con Louisville Bats de la Clase-AAA, en 116 juegos tuvo un promedio de bateo 0.301, produciendo 118 hit, 46 carreras anotadas, 35 carreras impulsadas, 25 dobles, 1 triple, 4 jonrones, 5 bases robadas, 23 base por bola y fue ponchado en 63 turnos.
El jardinero cubano, refuerzo de las Águilas, lucha por un mejor futuro, El outfielder, refuerzo de las Águilas del Zulia, confiesa que todavía se le eriza la piel cuando recuerda la aventura que emprendió en procura del sueño que aún persigue: convertirse en un grandeliga.
Debuta en la (LVBP) El 11 de octubre hasta el 27 de noviembre de 2012 participa con la organización Águilas del Zulia de la Liga Venezolana de Béisbol Profesional, en 39 juegos dejó un promedio de bateo 0.286, produciendo en 140 turnos al bate, 40 hit, 15 carreras anotadas, 16 carreras impulsadas, 10 dobles, 2 triples, 1 jonrón, 2 bases robadas, 6 bases por bolas y fue ponchado en 25 turnos.

### 2013
En la temporada 2013, desde el 4 de abril hasta el 26 de agosto tuvo un promedio de bateo .262 con 10 cuadrangulares y 65 carreras impulsadas en 126 partidos para Louisville Bats, mientras fildeo .995.
Pérez, Vuelve a La (LVBP), con las Águilas del Zulia, desde el 10 de octubre de 2013, en 41 juegos dejó un promedio de bateo 0.260, produciendo en 150 turnos al bate, 39 hit, 24 carreras anotadas, 28 carreras impulsadas, 7 dobles, 0 triples, 7 jonrones, 2 bases robadas, 13 bases por bolas y fue ponchado en 37 turnos. hasta el 27 de noviembre de 2013.
El jugador de nacionalidad cubana, Félix Pérez, no seguirá con Las Águilas del Zulia pese a ser uno de los peloteros con mejores números en lo que va de temporada. El equipo decidió no contar más con los servicios del jardinero luego de cometer un error en el partido del miércoles contra el Magallanes, lo que llevó al mánager Luis Dorante a sacarlo del juego, hecho que terminó en una discusión.
El outfielder Félix Pérez, fue nuevo refuerzo extranjero de los Tomateros de Culiacán, desde el 5 de diciembre de 2013 hasta el 30 de diciembre de 2013, en 22 juegos dejó un promedio de bateo 0.261, produciendo en 98 turnos al bate, 24 hit, 11 carreras anotadas, 14 carreras impulsadas, 7 dobles, 0 triples, 3 jonrones, 2 bases robadas, 4 bases por bolas y fue ponchado en 14 turnos.

### 2014
Durante 2014 Pérez ha escrito algunas de sus mejores números. Él jugó para los 'Louisville Bats' toda la temporada, apareciendo en 122 juegos. Se terminó la temporada con un promedio de bateo de .280 y tuvo un porcentaje de slugging de .450. Acumuló 74 carreras impulsadas, 12 cuadrangulares (segundo más alto de su equipo), 36 dobles (la más alta del equipo) y un OPS de .775. A la defensiva, se comprometió a solo 3 errores. Fue elegido para el equipo de la Liga Internacional de las Estrellas y conectó un doble y un triple durante el juego de las Estrellas de la Clase-AAA.
Félix Pérez, el jardinero cubano ya con 29 años, que reforzó dos veces a las Águilas del Zulia en la LVBP y que finalmente fue dejado en libertad en medio de la temporada 2014-2015, quiere regresar al circuito venezolano, De acuerdo con el reporte, los representantes de Pérez y la gerencia de Leones del Caracas estaban en tratos, a fin de que esa vuelta ocurriera con los Leones.
Pérez cerca de unirse a Leones
El 2 de octubre de 2014, Los Leones del Caracas recibieron en su segundo día de entrenamientos en el estadio Universitario al jardinero cubano Pérez, quien se convirtió en el segundo refuerzo extranjero en arribar a Venezuela para esta divisa. Previamente lo había hecho su compatriota Yoanner Negrín, quien ayer hizo un bullpen para ponerse a tono para el torneo 2014-15.
Félix Pérez, inicia la temporada 2014 con los Leones del Caracas el 9 de octubre de 2014 hasta el 2 de enero de 2015, en 56 juegos dejó un promedio de bateo 0.360, produciendo en 222 turnos al bate, 80 hit, 40 carreras anotadas, 38 carreras impulsadas, 16 dobles, 2 triples, 9 jonrones, 0 bases robadas, 10 bases por bolas y fue ponchado en 51 turnos.

### 2015
Pérez jugó para el Sultanes de Monterrey de la Clase-AAA en 2015 y con promedio de bateo .312 con 20 cuadrangulares y 70 carreras impulsadas en 94 juegos, desde el 25 de abril hasta el 14 de agosto.
Jugó para Caracas una vez más que el invierno y produce a un promedio de bateo de .332 / .425 / .545 produciendo en 202 turnos al bate, 67 hit, 28 carreras anotadas, 34 carreras impulsadas, 20 dobles, 1 triple, 7 jonrones, 2 bases robadas, 33 bases por bolas y fue ponchado en 33 turnos desde el 9 de octubre hasta el 2 de enero de 2015.
De nuevo complementa otro equipo para la Serie del Caribe, esta vez de unirse al equipo Tigres de Aragua. Obtuvo un promedio de bateo .200 / .407 / .200 con 7 boletos en seis juegos. También hizo un par de errores en un primer momento, incluyendo uno crucial, con una ventaja de dos carreras en la séptima entrada de la final contra de México Venados de Mazatlán que les permitió anotar la carrera del empate en ruta a una victoria de regreso.

### 2016
Él jugó para Sultanes de Monterrey con promedio de bateo de .315 produciendo en 235 turnos al bate, 74 hit, 41 carreras anotadas, 53 carreras impulsadas, 16 dobles, 0 triple, 14 jonrones, 1 base robada, 29 bases por bolas y fue ponchado en 48 turnos desde el 2 de abril hasta el 19 de junio de 2016.
Los Tohoku Rakuten Golden Eagles han llegado a un acuerdo con el toletero cubano Félix Pérez, quien recientemente defendió las camisetas de los Leones del Caracas en la liga venezolana y de los Sultanes de Monterrey en la liga mexicana en 2016, promedio de bateo .239 produciendo en 88 turnos al bate, 21 hit, 8 carreras anotadas, 15 carreras impulsadas, 2 dobles, 0 triple, 5 jonrones, 0 base robada, 5 bases por bolas y fue ponchado en 29 turnos desde el 12 de julio hasta el 30 de septiembre de 2016.
Félix Pérez, Juega para Caracas una vez más, el sábado 29 de octubre de 2016, hace su primera aparición para esta temporada contra Tiburones de La Guaira, teniendo un resultado,  La Guaira 0-4 G Caracas teniendo resultado para este partido, 3 Veces al Bate, 1 Carrera Anotada, 2 Hit, 0 Dobles, 0 Triples, 0 jonrones, 0 Carreras Impulsadas, 0 Bases Robadas, 1 Base por Bola y fue ponchado en 1 turno para un promedio de bateo 0.667.